# Llista de bisbes de Guadix
La llista de bisbes de Guadix recull els bisbes de l'actual diòcesi de Guadix i els de la seva predecessora, la diòcesi d'Acci. Es considera el fundador del bisbat a sant Torquat, un dels set barons apostòlics, tot i que el primer documentat és Fèlix, que va presidir el concili d'Elvira al segle IV.
| Nom                                            | Període     | Nota                                                                             |
| ---------------------------------------------- | ----------- | -------------------------------------------------------------------------------- |
| Torquat                                        | ca. 47      | Un dels set barons apostòlics                                                    |
| Atanasi                                        | s. I        | Segons l'episcopologi de la diòcesi. Segons Suárez, són inventats.               |
| Emilià                                         | ca. 136     | Segons l'episcopologi de la diòcesi. Segons Suárez, són inventats.               |
| Soter Germà                                    | ca. 174     | Segons l'episcopologi de la diòcesi. Segons Suárez, són inventats.               |
| Juli                                           | ca. 210     | Segons l'episcopologi de la diòcesi. Segons Suárez, són inventats.               |
| Auri                                           | ca. 250     | Segons l'episcopologi de la diòcesi. Segons Suárez, són inventats.               |
| Fèlix                                          | s. III-IV   | Presidí el Concili d'Elvira i se'n té autèntica constància.                      |
| Vicenç                                         | ca. 360     | Segons l'episcopologi diocesà. Després de Fèlix no hi ha notícies fins a Liliol. |
| Velià                                          | ca. 396     | Segons l'episcopologi diocesà. Després de Fèlix no hi ha notícies fins a Liliol. |
| Armand                                         | ca. 429     | Segons l'episcopologi diocesà. Després de Fèlix no hi ha notícies fins a Liliol. |
| Cecià                                          | ca. 458     | Segons l'episcopologi diocesà. Després de Fèlix no hi ha notícies fins a Liliol. |
| Magnari                                        | ca. 491     | Segons l'episcopologi diocesà. Després de Fèlix no hi ha notícies fins a Liliol. |
| Bertrand                                       | ca. 526     | Segons l'episcopologi diocesà. Després de Fèlix no hi ha notícies fins a Liliol. |
| Llucià                                         | ca. 562     | Segons l'episcopologi diocesà. Després de Fèlix no hi ha notícies fins a Liliol. |
| Liliol                                         | ca. 589     | Va assistir al III Concili de Toledo (589).                                      |
| Pere                                           | ca. 590     | Només esmentat a l'episcopologi de la diòcesi.                                   |
| Pau                                            | ca. 610     | Consta en una inscripció epigràfica.                                             |
| Clarenci                                       | ca. 610-636 | [ 9 ]                                                                            |
| Just                                           | ca. 637-647 | [ 10 ]                                                                           |
| Frodoari                                       | ca. 647     | Només esmentat a l'episcopologi de la diòcesi, com a sant.                       |
| Julià                                          | ca. 647-654 | [ 11 ]                                                                           |
| Magnari                                        | ca. 655-670 | [ 11 ]                                                                           |
| Ricila                                         | ca. 671-688 | [ 12 ]                                                                           |
| Frodoari                                       |             | En parla d'ell Alfons X en la Estoria de España.                                 |
| Quirze                                         | ca. 839     | [ 14 ]                                                                           |
| Pedro I                                        | ca. 1401    |                                                                                  |
| Nicolás                                        | 1401-1417   |                                                                                  |
| Pedro II                                       | 1417-1434   |                                                                                  |
| Fernando de Atienza                            | 1434-1475   |                                                                                  |
| Pedro III                                      | 1475-1485   |                                                                                  |
| García de Quixada                              | 1485-1522   |                                                                                  |
| Pedro González Manso                           | 1522-1524   |                                                                                  |
| Gaspar de Ávalos y Bocanegra                   | 1525-1528   |                                                                                  |
| Antonio de Guevara y Noroña                    | 1528-1537   |                                                                                  |
| Antonio del Águila y Paz                       | 1537-1546   |                                                                                  |
| Fernando de Contreras                          | 1546        | Presentat, però no consagrat.                                                    |
| Martín Pérez de Ayala                          | 1548-1560   |                                                                                  |
| Melchor Álvarez de Vozmediano                  | 1560-1574   |                                                                                  |
| Francisco de Lillo                             | 1574        | Presentat, però no consagrat.                                                    |
| Julián Ramírez Díaz                            | 1574-1581   | Va renunciar.                                                                    |
| Juan Alonso de Moscoso y López                 | 1582-1593   |                                                                                  |
| Juan de Fonseca y Guzmán                       | 1594-1604   |                                                                                  |
| Juan Horozco de Covarrubias                    | 1606-1610   |                                                                                  |
| Nicolás Valdés de Carriazo                     | 1612-1617   |                                                                                  |
| Jerónimo de Herrera y Salazar                  | 1618-1619   |                                                                                  |
| Plácido de Tosantos y Medina                   | 1620-1624   |                                                                                  |
| Juan de Arauz y Díaz                           | 1625-1635   |                                                                                  |
| Juan Dionisio Fernández de Portocarrero        | 1636-1640   |                                                                                  |
| Juan Queipo de Llanos y Navia                  | 1640-1643   |                                                                                  |
| Francisco Pérez Roy                            | 1643-1644   |                                                                                  |
| Bernardino Rodríguez de Arriaga y López        | 1649-1651   |                                                                                  |
| Diego Serrano Sánchez                          | 1652        |                                                                                  |
| José Laynez y Gutiérrez                        | 1653-1658   |                                                                                  |
| Diego de Silva y Pacheco de las Mariñas        | 1658-1667   |                                                                                  |
| Clemente Álvarez y López                       | 1675-1688   |                                                                                  |
| Juan de Villace Vozmediano y García            | 1689-1698   |                                                                                  |
| Pedro de Palacios y Tenorio                    | 1693-1700   |                                                                                  |
| Juan González Feijóo de Villalobos             | 1702-1706   |                                                                                  |
| Juan de Montalbán y Gámez                      | 1707-1720   |                                                                                  |
| Felipe de los Tueros y Huerta                  | 1721-1733   |                                                                                  |
| Francisco Salgado y Quiroga                    | 1734-1744   |                                                                                  |
| Andrés de List y Barrera                       | 1745-1750   |                                                                                  |
| Miguel de San José y Guevara                   | 1750-1757   |                                                                                  |
| Francisco Alejandro Bocanegra y Givaja         | 1757-1773   |                                                                                  |
| Bernardo de Lorca y Quiñones                   | 1773-1798   |                                                                                  |
| Raimundo Melchor Magi y Gómez                  | 1798-1803   |                                                                                  |
| Marcos Cabello y López                         | 1804-1819   |                                                                                  |
| Diego Muñoz-Torrero y Ramírez Moyano           | 1820        | Preconitzat, però no consagrat.                                                  |
| Juan José Cordón y Leyva                       | 1824-1827   |                                                                                  |
| José Uraga Pérez                               | 1828-1840   |                                                                                  |
| Francisco Javier Álvarez de Cienfuegos         | 1840-1848   |                                                                                  |
| Antonio Lao y Cuevas                           | 1848-1850   |                                                                                  |
| Juan José Arbolí y Acaso                       | 1852-1854   |                                                                                  |
| Mariano Martínez Robledo                       | 1854-1855   |                                                                                  |
| Antonio Rafael Domínguez y Valdecañas          | 1855-1865   |                                                                                  |
| Mariano Breznes y Arredondo                    | 1866-1876   |                                                                                  |
| Vicente Pontes y Cantelar                      | 1876-1893   |                                                                                  |
| Maximiliano Fernández del Rincón y Soto Dávila | 1893-1907   |                                                                                  |
| Timoteo Hernández de Mulas                     | 1908-1921   |                                                                                  |
| Ángel Marquina Corrales                        | 1922-1928   |                                                                                  |
| Manuel Medina Olmos                            | 1928-1936   |                                                                                  |
| Agustín Parrado García                         | 1939-1942   |                                                                                  |
| Rafael Álvarez Lara                            | 1942-1965   |                                                                                  |
| Gabino Díaz Merchán                            | 1965-1969   |                                                                                  |
| Antonio Dorado Soto                            | 1970-1973   |                                                                                  |
| Ignacio Noguer Carmona                         | 1976-1992   |                                                                                  |
| Juan García-Santacruz Ortiz                    | 1992-2010   |                                                                                  |
| Ginés Ramón García Beltrán                     | 2010-Avui   |                                                                                  |